# Madracis carmabi
Madracis carmabi is een rifkoralensoort uit de familie van de Pocilloporidae. De wetenschappelijke naam van de soort is voor het eerst geldig gepubliceerd in 2003 door Vermeij, Diekmann & Bak.